# Rakudo Perl
Rakudo Perl est un compilateur qui implémente les spécifications du langage de programmation Perl 6, et les exécute dans la machine virtuelle MoarVM et la Java Virtual Machine. Rakudo Perl est la seule version de Perl 6 activement développée en 2019. La fondation Perl détient le copyright du projet.
À l'origine Rakudo Perl était développé au sein du projet Parrot. Le code source a été séparé du projet en février 2009, de sorte qu'il puisse être développé indépendamment (même s'il subsistait beaucoup de dépendances à l'époque). Un des objectifs était de réécrire en utilisant des méthodes de plus haut-niveau de la syntaxe Perl 6. Rakudo Perl utilise plusieurs langages de programmation, dont C, Perl 6 et un sous-ensemble de Perl 6 nommé "NQP" (Not Quite Perl) pour implémenter la spécification Perl 6.
Rakudo Perl #14 a été publié en février 2009 sous le nom de code Vienna. À compter d'avril 2008, le groupe Perl Mongers sponsorise un des développeurs[réf. nécessaire]. Les publications suivantes ont utilisé un nom de code basé sur un groupe Perl Mongers. Par exemple la version d'octobre 2011 s'appelle Houston.
La première version majeure d'une distribution, constituée du compilateur et de modules (appelé Rakudo * ou Rakudo Star) a été publiée le 29 juillet 2010. Depuis la publication de janvier 2011, les suivantes sont publiées tous les trois mois, puis tous les mois depuis 2012.
La première version à peu près complète (dite "de production"), implémentant la version 6.c du langage, a été rendue publique à Noël 2015. En 2019 est sortie une nouvelle version, implémentant la version 6.d.
Le nom de Rakudo pour Perl 6 du compilateur Parrot a d'abord été suggéré par Damian Conway. Rakudo est le diminutif de Rakuda-dō (avec un long o 駱駝道), qui en japonais signifie le chemin du chameau. Rakudo (avec un o court) signifie paradis en japonais.
Le terme Rakudo Perl a aussi été choisi pour distinguer l'implémentation du langage (Rakudo) du nom de la spécification (Perl 6). Toute mise en œuvre du langage qui passe avec succès la suite de tests peut s'appeler Perl 6. 

## Sources et références
- (en) Cet article est partiellement ou en totalité issu de l’article de Wikipédia en anglais intitulé « Rakudo Perl 6 » (voir la liste des auteurs).